# Kadlott bor
A kadlottság leggyakrabban a szuperérett szőlőből készült borok jellemzője, melyeket általában új hordóban erjesztenek vagy érlelnek, majd nehéz palackokban tárolnak. Az ilyen borok jellemzője a magasabb alkoholtartalom és esetenként a maradékcukor, ami a brett (Brettanomyces) melegágya. Emiatt érezhetjük a bort „istálló” (trágya) szagúnak, amit gyakran kísér a szegfűszeg jellegzetes illata.
A kadlott bor egyszerre mutat „brettes” jegyeket, valamint kelt elvénült, fáradt és dohos benyomást a kóstolás során. Gyakran nevezhetőek az ilyen borok harmóniájukban szétesőknek.